# Haus der Angst
Der 1982 erschienene Dean-Koontz-Roman Haus der Angst (original: The House of Thunder) wurde ursprünglich unter dem Pseudonym Leigh Nichols veröffentlicht.

## Inhalt
In Haus der Angst führt Koontz den Leser durch irreführende Spuren bewusst auf eine falsche Fährte. Was zunächst als klassische Horrorgeschichte mit wiederauferstandenen Toten und unerklärlichen Spukeffekten beginnt, entpuppt sich letztendlich als Ost-West-Agententhriller.
Die Physikerin Susan Thorton wacht nach einem Autounfall in einem abgelegenen Landkrankenhaus aus dem Koma auf. Sie leidet unter einem fast vollständigen Gedächtnisverlust und wird von äußerst realistischen Halluzinationen heimgesucht. Längst verstorbene Personen tauchen auf und trachten ihr nach dem Leben. Ärzte und Schwestern, die sie liebevoll betreuen, versichern immer wieder, dass alles nur Einbildung sein könne. Eines Tages wird ein mit einem Vorhang verhülltes Bett in ihr Krankenzimmer geschoben. Laut Pflegepersonal liegt darin eine uralte, völlig gelähmte und stumme Frau im Sterben. Von diesem Bett geht bald unerträglicher Schrecken aus, der sich von Tag zu Tag steigert. Nachdem Susan das Vertrauen in das Krankenhauspersonal verloren hat, flieht sie. Voller Entsetzen stellt sie kurz darauf fest, dass sie sich nicht, wie geglaubt, in einer amerikanischen Kleinstadt, sondern in der Sowjetunion befindet. Mit Hilfe eines Arztes gelingt ihr schließlich die Flucht in die Heimat.
Erklärung: Susan Thorton arbeitete in ihrem Vorleben als Physikerin an einem hochgeheimen Rüstungsprojekt. Das US-Militär implementierte mit Drogen und Hypnose-Mitteln einen „Angstblock“ in ihrem Gehirn, um das bewusste oder unbewusste Verraten von Geheimnissen zu verhindern. Der KGB verschleppte sie in die Sowjetunion, schaffte es aber nicht, den Angstblock zu durchbrechen. In einem Trainingscenter für Geheimagenten wurde daraufhin ein Szenario aufgebaut, bei dem durch Herbeiführung extremer Horrorsituationen der Angstblock überwunden werden sollte.